# Gentiana epichysantha
Gentiana epichysantha är en gentianaväxtart som beskrevs av Hand-mazz.. Gentiana epichysantha ingår i släktet gentianor, och familjen gentianaväxter. Inga underarter finns listade i Catalogue of Life.